# Elecciones a gobernador de Tokio de 2024
Las elecciones a gobernador de Tokio de 2024 se realizaron el 7 de julio de 2024 en la capital japonesa. 
La gobernadora Yuriko Koike buscó un tercer mandato con el apoyo del Partido Liberal Democrático, el Komeito, el Partido Democrático para el Pueblo y la formación regional Tomin First no Kai, que fundó Koike.
La principal oponente de Koike fue la diputada Renhō, que ha recibido el apoyo del Partido Democrático Constitucional de Japón, el Partido Comunista de Japón y el Partido Socialdemócrata. Shinji Ishimaru, exalcalde de Akitakata, y Toshio Tamogami, exoficial de la Fuerza Aérea de Autodefensa de Japón, también fueron candidatos pero sin apoyo de los principales partidos. 56 candidatos participaron en estas elecciones, de los que casi la mitad eran miembros de NHK kara Kokumin o Mamoru-tō, perteneciente a Takashi Tachibana, siendo la elección con mayor cantidad de candidatos registrados.
Los principales temas incluyeron el envejecimiento de la población, las leyes ambientales, el rediseño del área de Meiji Jingu Gaien, y el uso de video mapping en el Edificio de la Gobernación Metropolitana de Tokio.

## Resultados
Koike se aseguró un tercer período consecutivo como gobernadora, derrotando a Ishimaru, que se posicionó sorpresivamente como segundo y superando a Renho, quien no pudo capitalizar suficiente el voto anti-Koike.
| Partido                                                            | Candidato                 | Votos | % |
| ------------------------------------------------------------------ | ------------------------- | ----- | - |
| Independiente (Apoyada por Tomin First no Kai, PLD, Komeito y PDP) | Yuriko Koike (incumbente) |       |   |
| Independiente (Apoyada por el PDC, PCJ y PSD)                      | Renho                     |       |   |
| Independiente                                                      | Shinji Ishimaru           |       |   |
| Independiente                                                      | Toshio Tamogami           |       |   |
| Partido Japón Primero                                              | Makoto Sakurai            |       |   |
| NHK                                                                | Katsuya Fukunaga          |       |   |
| NHK                                                                | Hiroaki Inubushi          |       |   |
| NHK                                                                | Takashi Takeuchi          |       |   |
| NHK                                                                | Shinichi Endou            |       |   |
| NHK                                                                | Muneyuki Jouraku          |       |   |
| NHK                                                                | Taizou Ninomiya           |       |   |
| NHK                                                                | Tomoya Nakae              |       |   |
| NHK                                                                | Yumeto Funabashi          |       |   |
| NHK                                                                | Shinichi Yamada           |       |   |
| NHK                                                                | Hideaki Katou             |       |   |
| NHK                                                                | Atsushi Kusao             |       |   |
| NHK                                                                | Daisaku Tsumura           |       |   |
| NHK                                                                | Midori Yokoyama           |       |   |
| NHK                                                                | Taichi Maeda              |       |   |
| NHK                                                                | Shunsuke Minami           |       |   |
| NHK                                                                | Shirubi Fukuhara          |       |   |
| NHK                                                                | Yoshitaka Kimura          |       |   |
| NHK                                                                | Youichi Miwa              |       |   |
| NHK                                                                | Yoshiharu Matsuo          |       |   |
| Partido de las Alas                                                | Atsuhiko Kurokawa         |       |   |
| Partido del Futuro                                                 | Mitsuki Kimiya            |       |   |
| Asociación Política de Ciudadanos                                  | Satoru Utsumi             |       |   |
| Asociación por un Futuro Seguro con Kuniaki Shimizu y Tokio        | Kuniaki Shimizu           |       |   |
| Partido IA                                                         | AI Mayor                  |       |   |
| Partido de Amor y Paz                                              | Teruki Gotō               |       |   |
| Asociación para Incrementar el Voto con Guasones en el Parlamento  | Yuusuke Kawai             |       |   |
| Partido de la Fusión Nuclear                                       | Yasufumi Kuwashima        |       |   |
| Partido del Conquistador                                           | Takuji Kagata             |       |   |
| Partido para Destituir a Cinco Jueces de la Corte Suprema          | Makoto Furuta             |       |   |
| Partido Neo Shogunato Akinori                                      | Akinori Shougunmiman      |       |   |
| Independiente                                                      | Shou Nomaguchi            |       |   |
| Independiente                                                      | Shigemi Sawa              |       |   |
| Independiente                                                      | Yukio Yamato              |       |   |
| Independiente                                                      | Hisao Naito               |       |   |
| Independiente                                                      | Yoshiro Nakamatsu         |       |   |
| Independiente                                                      | Takahiro Anno             |       |   |
| Por favor, mira mi linda transmisión de opinión política           | Airi Uchino               |       |   |
| Partido de Yukito Ishimaru                                         | Yukito Ishimaru           |       |   |
| Partido de Póker                                                   | Ayumi Ozeki               |       |   |
| Partido de Golf                                                    | Ken Komatsu               |       |   |
| Independiente                                                      | Shigeyuki Fukumoto        |       |   |
| Independiente                                                      | Hiroshi Kobayashi         |       |   |
| Independiente                                                      | Kenichirou Katou          |       |   |
| Independiente                                                      | Akane Himasora            |       |   |
| Independiente                                                      | Masanori Kougo            |       |   |
| Independiente                                                      | Nobuo Ushikubo            |       |   |
| Independiente                                                      | Jin Hokari                |       |   |
| Total (participación: %)                                           |                           |       |   |